# Benjamin Church (chirurgien)
Pour les articles homonymes, voir Benjamin Church.
Benjamin Church, né le 24 août 1734 et mort en janvier 1778, est le premier Surgeon General of the United States Army (« chirurgien général de l'armée américaine »), servant dans l'Armée continentale entre juillet 1775 et octobre 1775.
Il a été membre actif du mouvement des Fils de la Liberté de Boston dans les années précédant la guerre. Cependant, au début de la Révolution américaine, il a également envoyé des informations secrètes au général Thomas Gage, le commandant britannique. Lorsqu'une de ses lettres a été interceptée, il a été jugé et reconnu coupable de « communication avec l'ennemi ».
Church apparaît dans le jeu vidéo Assassin's Creed III.